# Abárzuza
Abárzuza là một đô thị trong tỉnh và cộng đồng tự trị Navarre, Tây Ban Nha. Đô thị này có diện tích là 23,02 ki-lô-mét vuông, dân số năm 2007 là 579 người với mật độ 25,15 người/km²
Đô thị nằm ở độ cao 569 m trên mực nước biển, cách tỉnh lỵ Pamplona 37,5 km.

## Biến động dân số
| 1897 | 1900 | 1930 | 1940 | 1950 | 1960 | 1970 | 1975 | 1981 | 1991 | 1996 | 1998 | 1999 | 2000 | 2001 | 2002 | 2003 | 2004 | 2005 |
| ---- | ---- | ---- | ---- | ---- | ---- | ---- | ---- | ---- | ---- | ---- | ---- | ---- | ---- | ---- | ---- | ---- | ---- | ---- |
| -    | -    | -    | -    | -    | -    | -    | -    | -    | -    | 508  | 517  | 514  | 514  | 516  | 510  | 522  | 514  | 534  |